# Rembów (powiat łaski)
Rembów – wieś w Polsce położona w województwie łódzkim, w powiecie łaskim, w gminie Łask.
W latach 1975–1998 miejscowość należała administracyjnie do województwa sieradzkiego.